# Find Me (libro)
Find Me è un libro di memorie scritto da Rosie O'Donnell e pubblicato nel 2002.

## Trama
Il libro narra dell'infanzia difficile della O'Donnell e racconta del suo rapporto con una donna con un disturbo di personalità che inizialmente dichiara di essere la madre di una ragazzina quattordicenne incinta, in seguito di essere quella stessa ragazza e infine il padre della ragazza.

## Accoglienza e seguito
Il libro ha raggiunto la seconda posizione della lista di best seller del New York Times.
Nel 2007 è stato pubblicato il secondo libro di memorie dell'autrice, Celebrity Detox: The Fame Game.